# 여량초등학교
여량초등학교는 대한민국 강원특별자치도 정선군 여량면 여량리에 있는 초등학교다.

## 학교 연혁
- 1933년 4월 1일 여량공립보통학교 개교
- 1938년 4월 1일 여량공립심상소학교로 개칭
- 1941년 4월 1일 여량공립국민학교로 개칭
- 1981년 3월 9일 병설유치원 개원
- 1996년 3월 1일 여량초등학교 개칭
- 1999년 9월 1일 봉정분교장 통폐합
- 1999년 9월 1일 구절분교장 편입
- 2013년 3월 1일 구절분교장 통폐합
- 2015년 2월 12일 제74회 졸업식(총 졸업생 4543명)
- 2015년 3월 1일 제33대 최화순 교장 부임
- 2017년 2월 10일 제76회 졸업식(총 졸업생 4,559명)

## 참고 자료
- 여량초등학교 - 한국교육학술정보원 학교알리미